# موكب يوم نصر موسكو 1945
موكب نصر موسكو 1945 هو موكب نصر عقد من قبل الجيش السوفيتي (مع فرقة صغيرة من الجيش البولندي) بعد هزيمة ألمانيا النازية في الحرب الوطنية العظمى. سار الموكب في العاصمة السوفيتية موسكو، وتركز في معظمه حول عرض عسكري في الميدان الأحمر.